# Вдови (фільм, 2018)
Вдови (англ. Widows) — американсько-британський трилер 2018 року режисера Стіва Макквіна. Фільм знятий на основі однойменного телесеріалу, що транслювався у 1983—1985 роках.

## Сюжет
Пограбування банку, яке організовувала злочинна група, зірване. Четверо грабіжників загинули від рук правоохоронців. Допоки триває розслідування, вдови загиблих крадіїв об'єднуються, аби закінчити розпочату їхніми чоловіками справу та зрозуміти, що ж насправді стало причиною невдачі.

## У ролях
| Актор                 | Роль             |
| --------------------- | ---------------- |
| Віола Девіс           | Вероніка Роулінз |
| Мішель Родрігес       | Лінда Переллі    |
| Елізабет Дебікі       | Еліс Гуннер      |
| Синтія Еріво          | Белль            |
| Колін Фаррелл         | Джек Маліган     |
| Браян Тайрі Генрі     | Джамал Меннінг   |
| Деніел Калуя          | Джатем Меннінг   |
| Джекі Вівер           | Агнешка          |
| Керрі Кун             | Аманда           |
| Роберт Дюваль         | Том Маліган      |
| Ліам Нісон            | Гаррі Роулінз    |
| Адеперо Одує          | Брішель          |
| Мануель Гарсіа-Рульфо | Карлос Переллі   |
| Джон Бернтал          | Флорек Гуннер    |
| Гаррет Діллагант      | Баш О'Райлі      |
| Лукас Гаас            | Девід            |
| Метт Волш             | Кен              |
| Майкл Гарні           | серж. Фуллер     |